# Szenvey József
Szenvey József, (Pozsony, 1800. augusztus 28. – Pest, 1857. január 22.) magyar író, hírlapíró, szerkesztő, az MTA tagja.

## Életpályája
Tanult Pápán, Budán és Pesten. 1820-tól kezdve több éven át Visegrádon lakott, egészen a költészetnek élt. (Több drámai költeményt is írt, azonban ezeket tökéletlen kísérleteknek tartotta és nem adta ki). Közkedveltek voltak lírai költeményei, amelyek Bajza Aurórájában jelentek meg. Legfőbb érdeme azonban Schiller művei nagy részének valóban művészi és a korábbi kísérleteket messze túlszárnyaló fordításai. A Messinai hölgy fordításából az 1828. évi Minervában, a kisebb versekből (amelyek száma 60-at meghalad) Bajza Aurorájában jelentek meg mutatványok, amelyek elismeréseként 1831. február 11-én felvették a Magyar Tudományos Akadémia tagjai közé, 1838-ban pedig a Kisfaludy Társaságba vezette. 1832-ig Maglódon volt nevelő a Liptay-háznál, és még abban az évben a Helmeczy Mihály Jelenkora mellett megjelenő Társalkodó szerkesztését vette át Bajza Józseftől, aki barátságára méltatta. Később 1846-ig a Világ, 1848-ig a Budapesti Híradó és 1850-ben, a szabadságharc után, néhány hónapig a Pesti Napló című politikai lapokat szerkesztette.

## Művei
- Messzinai hölgy, vagy a testvéri vihar, szomj. 4. felv. Irta Schiller, ford. Pest, 1836. (Külföldi Játékszín, kiadja a M. Tud. Társaság XIII. kötet. Először előadták 1836. ápr. 9. Budán, azután Pesten 1839. máj. 3., okt. 28. és ismét először 1857. máj. 2.).
- Ármány és szerelem, szomj. 5 felv. Schiller után ford. Buda, 1841. (Nagy Ignácz Színműtára II. k. 10. füzet. Először Pesten 1843. okt. 16.).
- Buchenbergi Diethelm története. Novella. Irta Auerbach Berthold. Magyarítá. Pest, 1856. (Különny. a Pesti Naplóból).
- A fegyencz neje. Jelenetek az ausztráliai életből. Tört. regény. Günther Károlynak francziábóli német fordítmánya után magyarítá. Uo. 1856. (Különny. a Pesti Naplóból).
- A danderyeli kántor élményei, Svéd beszélyek. Irta Schirf C. F., magyarúl közli Blanche Ágoston német fordítása után. Uo. 1856. (Pesti Napló 1856. 406. és köv. sz.)
- Mérimée Prosper, Colomba, beszély. Francziából ford. Bpest, 1879. (Olcsó Könyvtár 80.).